# میریحیی قزوینی
ناصرالدین میریحیی بن عبداللطیف معروف به سیفی قزوینی یا به اختصار میریحیی (زادهٔ ۱۹ ذی‌القعده ۸۸۵ /۲۰ ژانویه ۱۴۸۱ در قزوین- مرگ ۸ ربیع‌الاول ۹۶۲ هجری/۳۱ ژانویه ۱۵۵۱ در اصفهان) تاریخ‌نگار ایرانی است. اثر نامور او لب‌ التواریخ است که دربرگیرندهٔ تاریخ فرمانروایان از روزگار باستان تا دههٔ ۱۵۴۰ میلادی است.
میریحیی از خاندان سیفی که در قزوین و گیلان و دیلمان زمیندارانی سرشناس بودند برآمد. این خاندان خود را از تبار حسن بن علی امام دوم شیعیان می‌دانستند. در هنگام برآمدن شاه اسماعیل یکم افرادی از این خاندان در دستگاه کارکیا علی حاکم گیلان و همدل با شاه اسماعیل بودند. در جوانی به آموختن علم سیر و شعر و نثر پارسی پرداخت. هنگامی که در نیمهٔ دوم سدهٔ پانزدهم میلادی کار تبلیغات طریقت نقشبندیه بالا گرفت، میریحیی به شاگردی صنع‌الله کوزه‌کنانی رهبر معنوی این طریقت در آذربایجان کردستان در آمد و چندی را در تبریز زیست. چندی هم در قزوین به شاگردی شیخ میر سید علی احمدی را که یک روحانی سنی نقشبندی بود را نمود. میر سید علی در تابستان ۹۲۴ هجری به سوی فارس گریخت ولی به دست قزلباش‌ها دستگیر و کشته‌شد. در زمان شاه طهماسب یکم که برخورد با نقشبندیه در تبریز و قزوین شدیدتر شد، عضویت او در خاندان سیفی و نفوذ اعضای خاندانش در دستگاه صفویه از او محافظت نمود. ولی به مرور خاندان سیفی نیز برای ترک مذهب از تسنن به تشیع تخت فشار قرار گرفتند. در ۱۵۵۳ میلادی میریحیی و خانواده‌اش به اصفهان تبعید شدند و دو سال بعد میریحیی در تبعید جان سپرد.